# Aksu (miasto w Chinach)
Aksu (chiń. upr. 阿克苏, chiń. trad. 阿克蘇, pinyin: Ākèsù; ujgurski: ئاقسۇ, Ak̢su) – miasto w Chinach, w regionie autonomicznym Sinciang, nad rzeką Aksu He. W 2010 roku liczba mieszkańców miasta wynosiła 458 287.
Siedziba prefektury Aksu.
W mieście rozwinęło się rzemiosło artystyczne oraz przemysł spożywczy i włókienniczy.